# Butte-aux-Cailles

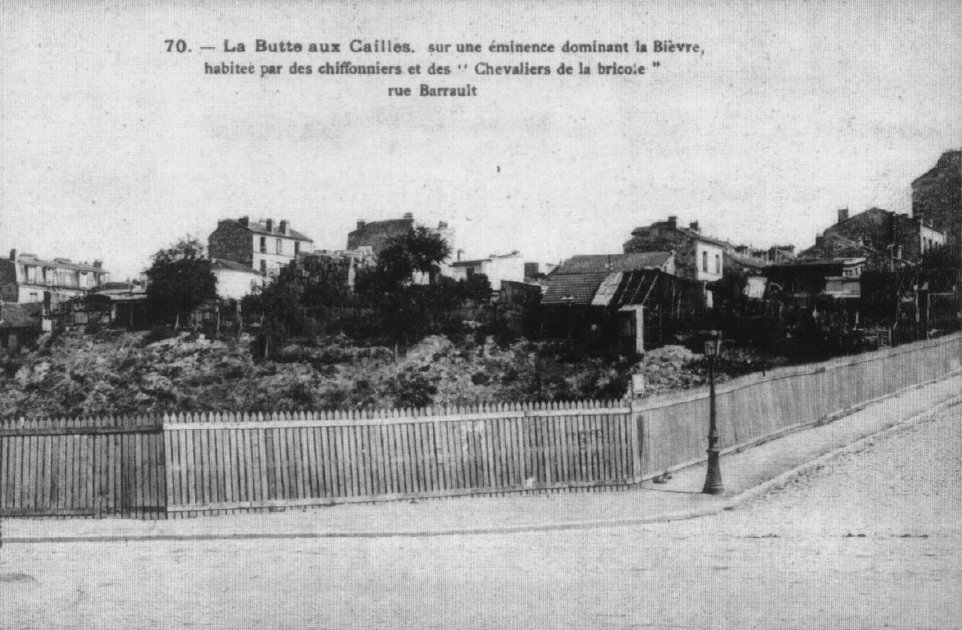
Colina de Butte-aux-Cailles

Butte-aux-Cailles é um bairro de Paris, situado numa colina, no 13.º arrondissement de Paris. Foi palco, em 1783, do pouso do primeiro voo em balão, de Jean-François Pilâtre de Rozier e de François Laurent d'Arlandes, entre as actuais ruas de Bobillot e Vandrezanne.
O nome da localidade é originário de seu antigo proprietário Pierre Caille, que comprou um vinhedo aqui em 1543) é um bairro no topo de uma colina de Paris, França localizado no 13º arrondissement sudeste de Paris. Um rio agora extinto, o Bièvre (do latim 'Beaver'), uma vez tornou esta área importante para o comércio de curtumes e tecidos.